# アスクビクターモア
アスクビクターモア（欧字名:Ask Victor More、2019年4月1日 - 2023年8月8日）は、日本の競走馬。主な勝ち鞍は2022年の菊花賞、弥生賞ディープインパクト記念。
馬名の意味は、冠名＋「勝者」＋「より多くの」（共同所有馬に用いる冠名）。
国内におけるディープインパクト産駒では最後のクラシック勝ち馬である。

## 戦績

### デビュー前
2019年4月1日、北海道千歳市の社台ファームで誕生。2020年のセレクトセール1歳馬市場で廣崎利洋HD（株）に税込1億8,700万円で落札され、社台ファーム代表である吉田照哉と廣崎が共同で所有。育成の後、美浦・田村康仁厩舎に入厩した。

### 2歳（2021年）
6月26日の2歳新馬戦（東京芝1800m）に戸崎圭太鞍上で出走。1番人気に推されたが、レースはのちに皐月賞を制するジオグリフの3着に敗れた。その後、9月20日中山の2歳未勝利戦で1着となり初勝利を挙げた。
3戦目は10月23日に行われたアイビーステークス (L) を選択。ここでも1番人気に推されたが、結果はドウデュースの3着だった。

### 3歳（2022年）
年明け初戦で、田辺裕信に乗り替わりとなった平場の1勝クラス戦は1番人気に応えて1着となり、2勝目を挙げた。
続いて3月6日の弥生賞ディープインパクト記念に引き続き田辺とのコンビで出走。アイビーステークスで自身を3着に下し、無敗で朝日杯フューチュリティステークスを勝利してJRA賞最優秀2歳牡馬に選ばれた先述のドウデュースが人気を集める中、3番人気に推された。レースではスローペースを2番手で折り合うと、直線で先頭に立ち、最後は好位から脚を伸ばすドウデュースの追撃をクビ差で凌ぎきり優勝、重賞初制覇を果たした。本馬は同レース出走馬唯一のディープインパクト産駒であり、父の産駒は弥生賞通算7勝目でサンデーサイレンスを超える最多勝となり、また産駒の出走機会6連勝となった。
続いて、4月17日の皐月賞に出走。6番人気に推されたレースでは、内枠から逃げる形。終始デシエルトのプレッシャーを受けながらも最後まで踏ん張って5着に入賞した。鞍上の田辺は「デシエルトが行くと思っていたが、ゲートの出が良く相手もいなかったのでハナへ。注文がつかない馬なので、先生とも逃げるのもありと話していた。馬の能力を改めて感じたので次につなげたい」と振り返った。
5月29日に行われた東京優駿に出走。7番人気で迎えたレースでは軽快に飛ばすデシエルトを見ながら離れた2番手を追走し、4角手前で進出を開始してラスト400メートルで先頭に立つ。最後は外からドウデュース、イクイノックスにかわされたものの、しぶとく3着に食い込んだ。鞍上の田辺は「切れ味勝負は分が悪いので、ある程度、積極的にと考えていました。直線で余力があり、チャンスはあるかと思ったが、坂を上がって差されてしまいました」「負けたけど収穫のあるレースでした」と振り返り、管理する田村康仁調教師は「作戦通りに乗ってくれました。例年のダービーならこの時計は勝っている。悔いはないです」と評価した。
3歳秋初戦として、9月19日に行われたGIIセントライト記念に出走。1番人気で迎えたレースでは、スタートを決めると好位3番手から手応えよく直線へ。3番人気ガイアフォースと馬体を併せ残り100メートルほどで前に出たが、ゴール前で差し返されアタマ差の2着に敗れた。
10月23日に阪神競馬場で行われたクラシック最終戦であるGI菊花賞（阪神11R・芝内3000m）に出走。65年ぶりに皐月賞と東京優駿の連対馬が不在のレースとなり、先述のガイアフォースに次ぐ2番人気に支持された。レースでは58秒7のハイラップで逃げたセイウンハーデスの2番手につけ、2周目の3・4コーナー中間で先頭に立ち、7番人気ボルドグフーシュの追い上げをハナ差凌ぎGI初制覇を果たした。鞍上の田辺裕信、本馬を管理する田村康仁調教師は共に菊花賞初制覇であった。勝ちタイム3分02秒4は2001年の阪神大賞典でナリタトップロードが記録した時計を0.1秒上回るコースレコードとなった。ディープインパクト産駒は種牡馬歴代最多となる菊花賞5勝目かつ、種牡馬歴代最多となるクラシック競走24勝目となった。鞍上の田辺は「今日は目標とされる立場で、馬の力を信じて自分で動かしていったので、よく凌ぎ切ってくれました。抑え込むよりもマイペースでいたいと思い、ついていくにしては速いペースでしたが、馬が力まないように気をつけて走りました。」「まだ若い馬ですし、これから強い相手と戦うことも多々あると思うので、まだまだパワーアップして、もっともっとGIを勝ってほしいです」とコメントした。

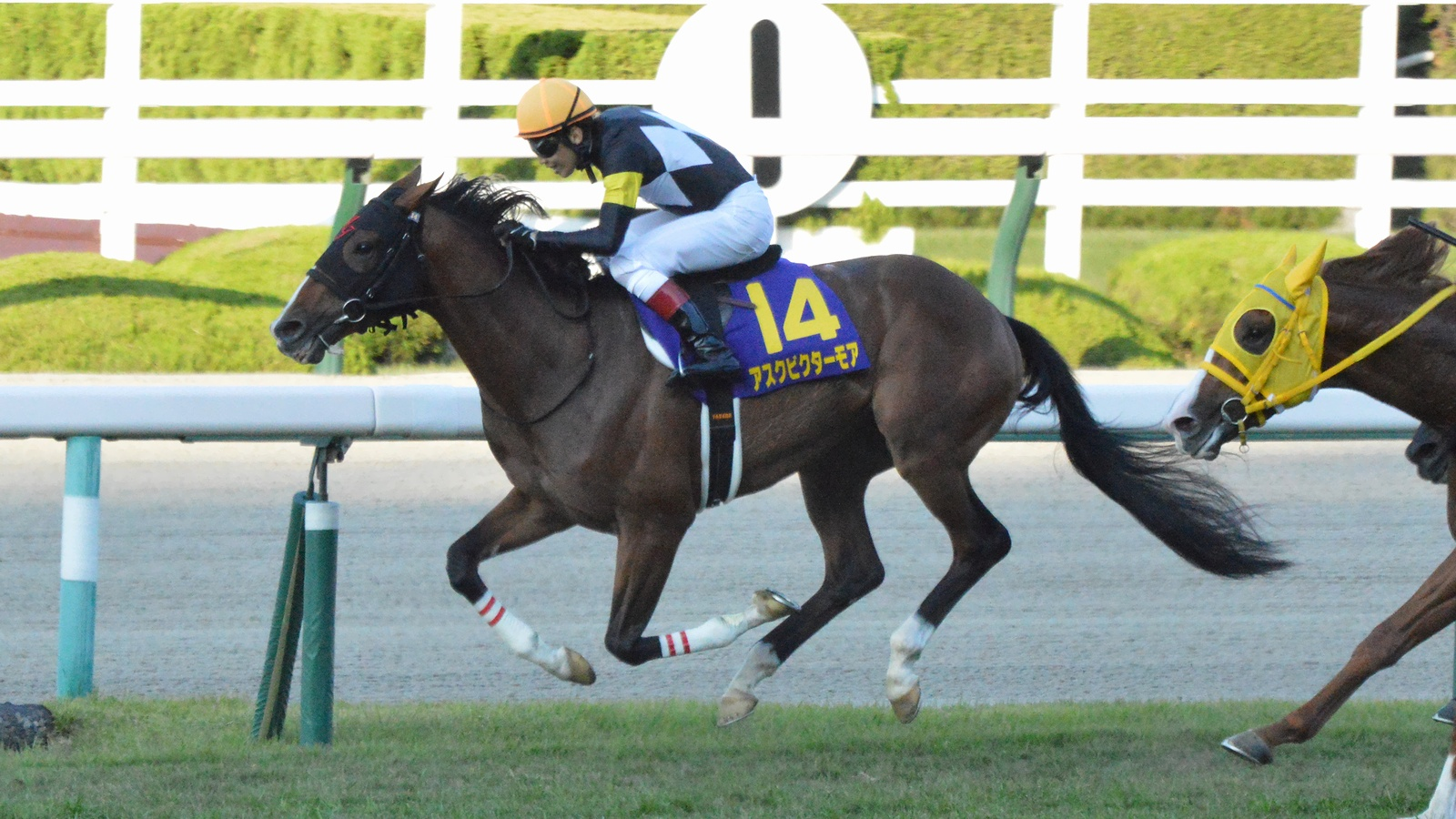
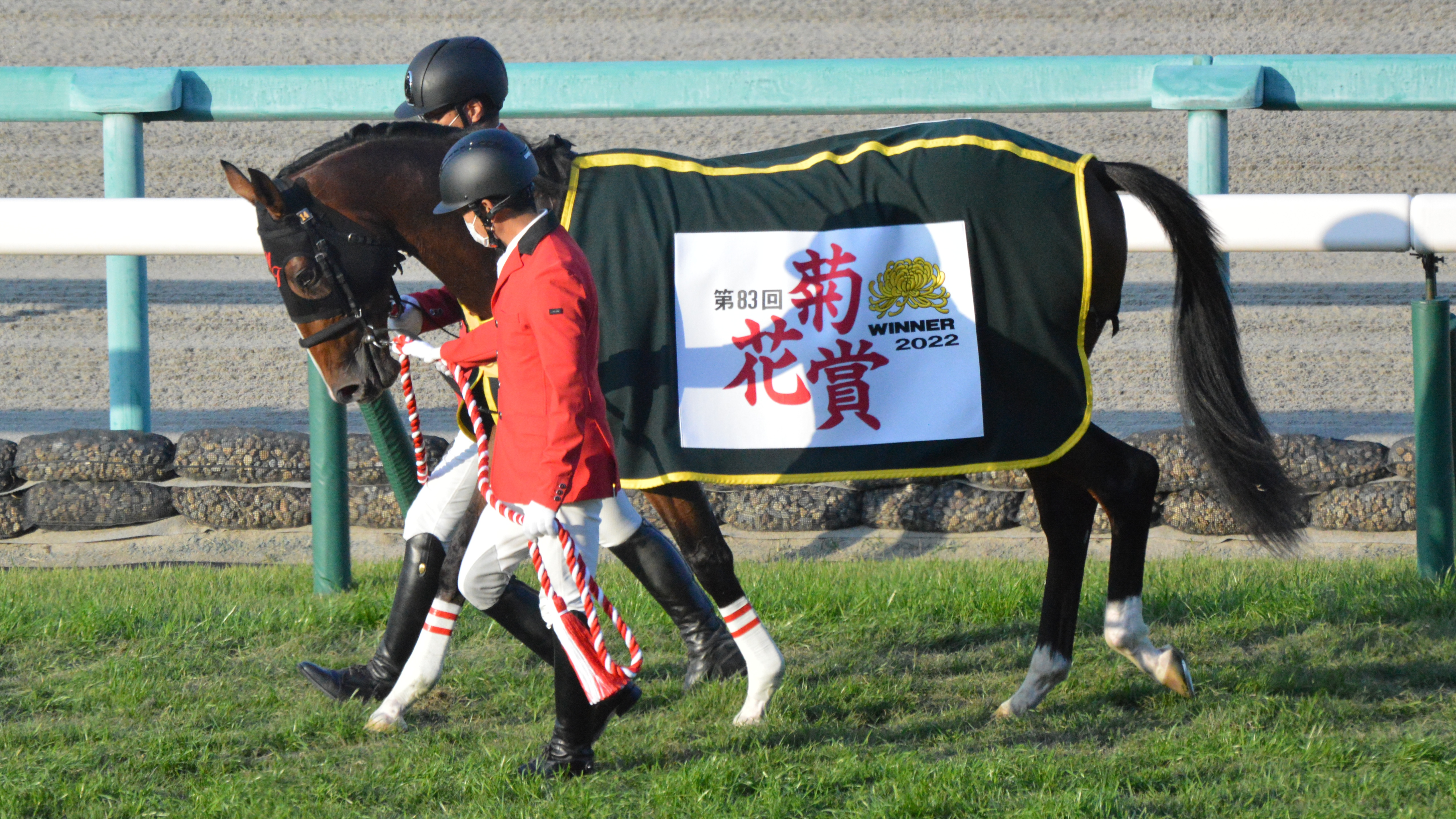

### 4歳（2023年）
明け4歳は3月25日に中山競馬場で行われる日経賞で始動し、4月30日に京都競馬場で行われる春の天皇賞に向かうローテーションを田村調教師が2月22日に明らかにした。田村調教師は「きょう（22日）入厩しました。馬体は20キロほど増えていますが、全然重くない。全体的にボリュームアップしています。山元（トレーニングセンター）の場長からも〝自信を持って送り出せます〟と。状態はいいですね。有馬記念を意識して中山芝2500メートルを使いたかった」とコメントしている。
しかし、日経賞は9着、その後の春の天皇賞は11着と敗れ、宝塚記念11着を最後に休養となった。
秋への再起に向けて英気を養っていたものの、8月8日、休養中の放牧先で熱中症による多臓器不全を発症し、死亡した。

## 競走成績
以下の内容は、JBISサーチおよびnetkeiba.comの情報に基づく。
| 競走日     | 競馬場 | 競走名             | 格  | 距離（馬場）  | 頭 数 | 枠 番 | 馬 番 | オッズ （人気） | 着順 | タイム （上がり3F） | 着差 | 騎手      | 斤量 [kg] | 1着馬（2着馬）       | 馬体重 [kg] |
| ---------- | ------ | ------------------ | --- | ------------- | ----- | ----- | ----- | --------------- | ---- | ------------------- | ---- | --------- | --------- | -------------------- | ----------- |
| 2021.06.26 | 東京   | 2歳新馬            |     | 芝1800m（良） | 10    | 8     | 10    | 001.90（1人）   | 03着 | R1:48.5（33.8）     | -0.3 | 0戸崎圭太 | 54        | ジオグリフ           | 468         |
| 0000.09.20 | 中山   | 2歳未勝利          |     | 芝1800m（良） | 13    | 7     | 10    | 002.30（2人）   | 01着 | R1:49.1（34.1）     | -0.2 | 0戸崎圭太 | 54        | （アサヒ）           | 468         |
| 0000.10.23 | 東京   | アイビーS          | L   | 芝1800m（良） | 8     | 2     | 2     | 002.20（1人）   | 03着 | R1:49.4（34.2）     | -0.1 | 0戸崎圭太 | 55        | ドウデュース         | 468         |
| 2022.01.05 | 中山   | 3歳1勝クラス       |     | 芝2000m（良） | 9     | 8     | 8     | 001.90（1人）   | 01着 | R2:01.9（34.1）     | -0.0 | 0田辺裕信 | 56        | （レヴァンジル）     | 478         |
| 0000.03.06 | 中山   | 弥生賞ディープ記念 | GII | 芝2000m（良） | 11    | 8     | 10    | 006.70（3人）   | 01着 | R2:00.5（35.2）     | -0.0 | 0田辺裕信 | 56        | （ドウデュース）     | 474         |
| 0000.04.17 | 中山   | 皐月賞             | GI  | 芝2000m（良） | 18    | 1     | 2     | 009.90（6人）   | 05着 | R2:00.1（35.3）     | -0.4 | 0田辺裕信 | 57        | ジオグリフ           | 474         |
| 0000.05.29 | 東京   | 東京優駿           | GI  | 芝2400m（良） | 18    | 2     | 3     | 024.70（7人）   | 03着 | R2:22.2（35.3）     | -0.3 | 0田辺裕信 | 57        | ドウデュース         | 472         |
| 0000.09.19 | 中山   | セントライト記念   | GII | 芝2200m（稍） | 13    | 5     | 7     | 002.60（1人）   | 02着 | R2:11.8（35.0）     | -0.0 | 0田辺裕信 | 56        | ガイアフォース       | 476         |
| 0000.10.23 | 阪神   | 菊花賞             | GI  | 芝3000m（良） | 18    | 7     | 14    | 004.10（2人）   | 01着 | R3:02.4（36.9）     | -0.0 | 0田辺裕信 | 57        | （ボルドグフーシュ） | 476         |
| 2023.03.25 | 中山   | 日経賞             | GII | 芝2500m（不） | 12    | 7     | 9     | 002.30（1人）   | 09着 | R2:39.4（38.2）     | -2.6 | 0田辺裕信 | 58        | タイトルホルダー     | 482         |
| 0000.04.30 | 京都   | 天皇賞（春）       | GI  | 芝3200m（稍） | 17    | 3     | 6     | 006.90（4人）   | 11着 | R3:18.0（36.7）     | -1.9 | 0横山武史 | 58        | ジャスティンパレス   | 482         |
| 0000.06.25 | 阪神   | 宝塚記念           | GI  | 芝2200m（良） | 17    | 6     | 12    | 014.30（4人）   | 11着 | R2:12.3（36.5）     | -1.1 | 0横山武史 | 58        | イクイノックス       | 480         |

- タイム欄のRはレコード勝ちを示す

## 血統表
| アスクビクターモアの血統                     | アスクビクターモアの血統                | アスクビクターモアの血統                | （血統表の出典）                        | （血統表の出典） |
| 父系                                         | サンデーサイレンス系 （ヘイロー系）     | サンデーサイレンス系 （ヘイロー系）     | サンデーサイレンス系 （ヘイロー系）     | [ § 2 ]          |
| 父 ディープインパクト 鹿毛 2002 北海道早来町 | 父の父*サンデーサイレンス 青鹿毛 1986   | Halo                                    | Hail to Reason                          | Hail to Reason   |
| 父 ディープインパクト 鹿毛 2002 北海道早来町 | 父の父*サンデーサイレンス 青鹿毛 1986   | Halo                                    | Cosmah                                  |                  |
| 父 ディープインパクト 鹿毛 2002 北海道早来町 | 父の父*サンデーサイレンス 青鹿毛 1986   | Wishing Well                            | Understanding                           | Understanding    |
| 父 ディープインパクト 鹿毛 2002 北海道早来町 | 父の父*サンデーサイレンス 青鹿毛 1986   | Wishing Well                            | Mountain Flower                         |                  |
| 父 ディープインパクト 鹿毛 2002 北海道早来町 | 父の母*ウインドインハーヘア 鹿毛 1991   | Alzao                                   | Lyphard                                 | Lyphard          |
| 父 ディープインパクト 鹿毛 2002 北海道早来町 | 父の母*ウインドインハーヘア 鹿毛 1991   | Alzao                                   | Lady Rebecca                            |                  |
| 父 ディープインパクト 鹿毛 2002 北海道早来町 | 父の母*ウインドインハーヘア 鹿毛 1991   | Burghclere                              | Busted                                  | Busted           |
| 父 ディープインパクト 鹿毛 2002 北海道早来町 | 父の母*ウインドインハーヘア 鹿毛 1991   | Burghclere                              | Highclere                               |                  |
| 母 *カルティカ 鹿毛 2007 イギリス            | 母の父Rainbow Quest 鹿毛 1981           | Blushing Groom                          | Red God                                 | Red God          |
| 母 *カルティカ 鹿毛 2007 イギリス            | 母の父Rainbow Quest 鹿毛 1981           | Blushing Groom                          | Runaway Bride                           |                  |
| 母 *カルティカ 鹿毛 2007 イギリス            | 母の父Rainbow Quest 鹿毛 1981           | I Will Follow                           | Herbager                                | Herbager         |
| 母 *カルティカ 鹿毛 2007 イギリス            | 母の父Rainbow Quest 鹿毛 1981           | I Will Follow                           | Where You Lead                          |                  |
| 母 *カルティカ 鹿毛 2007 イギリス            | 母の母Cayman Sunset 栗毛 1997           | Night Shift                             | Northern Dancer                         | Northern Dancer  |
| 母 *カルティカ 鹿毛 2007 イギリス            | 母の母Cayman Sunset 栗毛 1997           | Night Shift                             | Ciboulette                              |                  |
| 母 *カルティカ 鹿毛 2007 イギリス            | 母の母Cayman Sunset 栗毛 1997           | Robinia                                 | Roberto                                 | Roberto          |
| 母 *カルティカ 鹿毛 2007 イギリス            | 母の母Cayman Sunset 栗毛 1997           | Robinia                                 | Royal Graustark                         |                  |
| 母系(F-No.)                                  | (FN:1-l)                                | (FN:1-l)                                | (FN:1-l)                                | [ § 3 ]          |
| 5代内の近親交配                              | Hail to Reason 4×5, Northern Dancer 5×4 | Hail to Reason 4×5, Northern Dancer 5×4 | Hail to Reason 4×5, Northern Dancer 5×4 | [ § 4 ]          |
| 出典                                         | 1. 2. 3. 4.                             | 1. 2. 3. 4.                             | 1. 2. 3. 4.                             | 1. 2. 3. 4.      |

- 半姉のケマー（Qemah）は2016年コロネーションステークス、ロートシルト賞勝ち馬。
- 従兄弟（母カルティカの半妹の仔）に英G1・フィリーズマイル勝ち馬のPretty Gorgeousがいる。